# Russell (Iowa)
Pour les articles homonymes, voir Russell.
Russell est une ville du  comté de Lucas, en Iowa, aux États-Unis. Elle est incorporée le 25 avril 1887.

## Source de la traduction
- (en) Cet article est partiellement ou en totalité issu de l’article de Wikipédia en anglais intitulé « Russell, Iowa » (voir la liste des auteurs).